# Modello idrologico

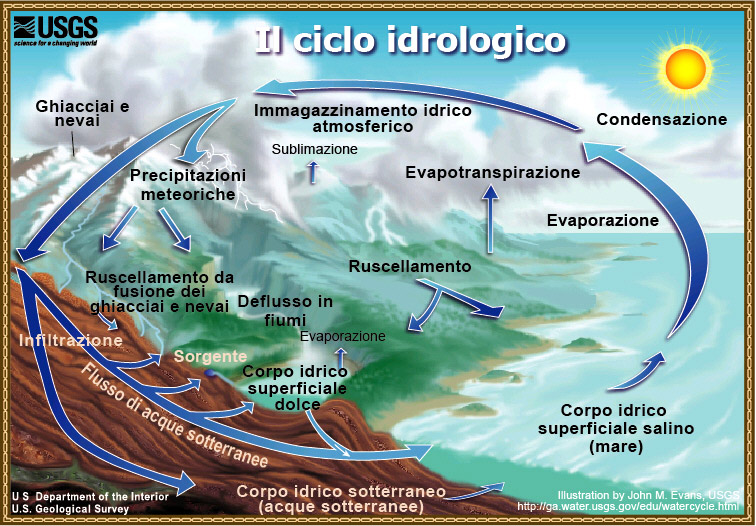
Il ciclo dell'acqua

Un modello idrologico è un modello matematico che descrive le relazioni tra la caduta della pioggia e il suo drenaggio in un bacino idrografico o imbrifero. Più precisamente produce un idrogramma in risposta all'evento piovoso, che viene rappresentato e inserito in un ietogramma. In altre parole il modello calcola la conversione dell'acqua piovana in acqua di drenaggio e ruscellamento.
Il modello più semplice è quello "lineare" che è però di scarsa applicabilità, per cui i modelli più utilizzati sono quelli "non lineari". Anche in questo caso però la validità è limitata dalla condizione che la piovosità sia più o meno uniformemente distribuita sull'area in questione. L'ampiezza massima del bacino dipende quindi dalle caratteristiche della regione. Se l'area è troppo vasta, viene normalmente suddivisa in sottoregioni.
Un modello idrologico ha bisogno di essere calibrato prima della sua utilizzazione.

## Classi di modelli

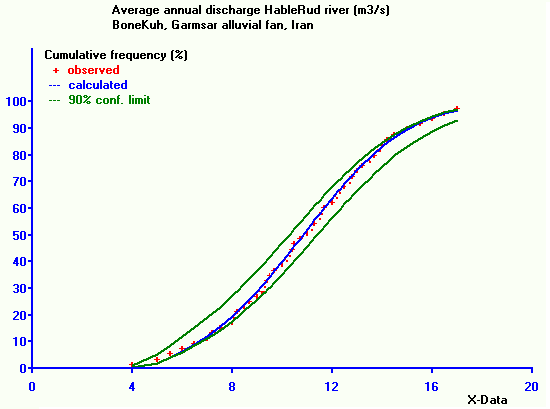
Analisi del flusso di un corso d'acqua, modello statistico.

I modelli matematici di drenaggio si possono classificare in:
- modelli statistici
- modelli empirici
- modelli concettuali
- modelli di trasporto
- modelli composti